# Elezioni parlamentari in Slovacchia del 1990
Le elezioni parlamentari in Slovacchia del 1990 si tennero l'8 e il 9 giugno per il rinnovo del Consiglio nazionale. In seguito all'esito elettorale, Vladimír Mečiar, espressione dello schieramento Pubblico Contro la Violenza, divenne Presidente del Governo; nel 1992 fu sostituito da Ján Čarnogurský, esponente del Movimento Cristiano-Democratico.

## Risultati
| Liste                                                                 | Voti      | %     | Seggi |
| --------------------------------------------------------------------- | --------- | ----- | ----- |
| Pubblico Contro la Violenza                                           | 991 285   | 29,35 | 48    |
| Movimento Cristiano-Democratico                                       | 648 782   | 19,21 | 31    |
| Partito Nazionale Slovacco                                            | 470 984   | 13,94 | 22    |
| Partito Comunista di Cecoslovacchia                                   | 450 855   | 13,35 | 22    |
| Coesistenza - Movimento Cristiano-Democratico Ungherese               | 292 636   | 8,66  | 14    |
| Partito Democratico                                                   | 148 567   | 4,40  | 7     |
| Partito dei Verdi                                                     | 117 871   | 3,49  | 6     |
| Alleanza dei Contadini e della Campagna                               | 85 060    | 2,52  | –     |
| Socialdemocrazia                                                      | 61 401    | 1,82  | –     |
| Partito della Libertà                                                 | 60 041    | 1,78  | –     |
| Unione Democratica dei Rom di Slovacchia                              | 24 797    | 0,73  | –     |
| Partito dell'Intesa Cecoslovacca                                      | 13 417    | 0,40  | –     |
| Partito Democratico Popolare - Partito Repubblicano di Cecoslovacchia | 7 023     | 0,21  | –     |
| Blocco della Libertà                                                  | 3 326     | 0,10  | –     |
| Partito Socialista Cecoslovacco                                       | 1 166     | 0,03  | –     |
| Forum Democratico Cecoslovacco                                        | 515       | 0,02  | –     |
| Totale                                                                | 3 377 726 | 100   | 150   |